# برانتوسور
برانتوسور (نام علمی: Brontosaurus) نام یک سرده از تیره دوتیرکیان است. نامش در یونانی به معنای βροντή (رعد) و sauros (سوسمار) است.